# Podolí (Radomyšl)
Podolí je malá vesnice, část městyse Radomyšl v okrese Strakonice v Jihočeském kraji. Nachází se asi 2,5 kilometru západně od Radomyšle. Je zde evidováno 24 adres. V roce 2011 zde trvale žilo 41 obyvatel.
Podolí leží v katastrálním území Podolí u Strakonic o rozloze 1,25 km².

## Historie
První písemná zmínka o vesnici pochází z roku 1349.

## Obyvatelstvo
| Rok            | 1869 | 1880 | 1890 | 1900 | 1910 | 1921 | 1930 | 1950 | 1961 | 1970 | 1980 | 1991 | 2001 | 2011 | 2021 |
| -------------- | ---- | ---- | ---- | ---- | ---- | ---- | ---- | ---- | ---- | ---- | ---- | ---- | ---- | ---- | ---- |
| Počet obyvatel | 104  | 110  | 101  | 95   | 88   | 94   | 106  | 90   | 73   | 66   | 63   | 50   | 44   | 41   | 54   |
| Počet domů     | 17   | 20   | 20   | 20   | 19   | 19   | 18   | 20   | 20   | 18   | 16   | 21   | 22   | 24   | 27   |

## Obecní správa
Při sčítání lidu v letech 1850–1929 Podolí bylo osadou obce Únice v okrese Strakonice. V letech 1930–1960 bylo osadou obce Klínovice v okrese Strakonice. V letech 1961–1976 bylo částí obce Droužetice v okrese Strakonice. Od 1. dubna 1976 je částí městyse Radomyšl v okrese Strakonice. Poté se Droužetice opět osamostatnily, ale Podolí již zůstalo součástí Radomyšle.

## Galerie

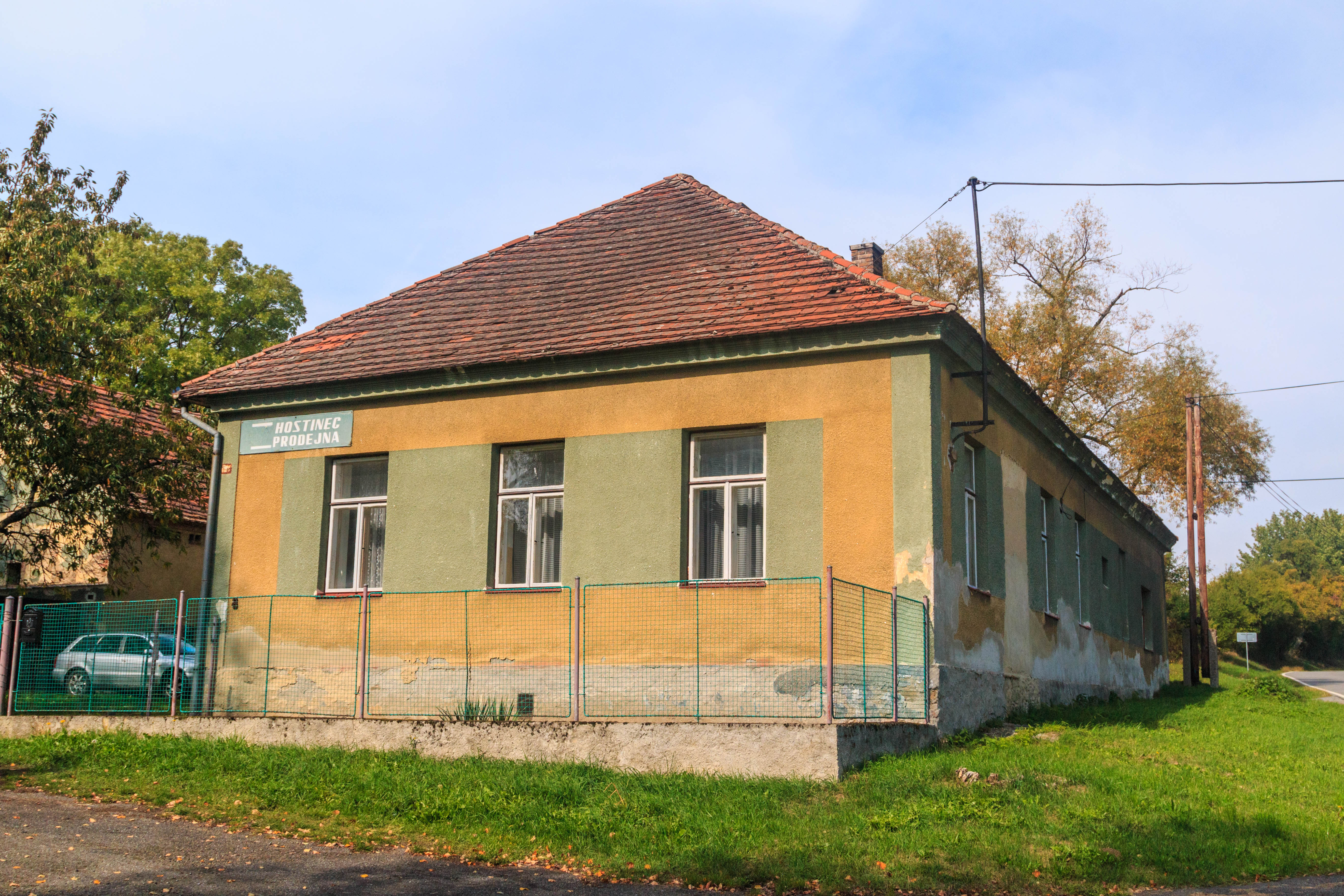
Podolí u Radomyšle - hostinec
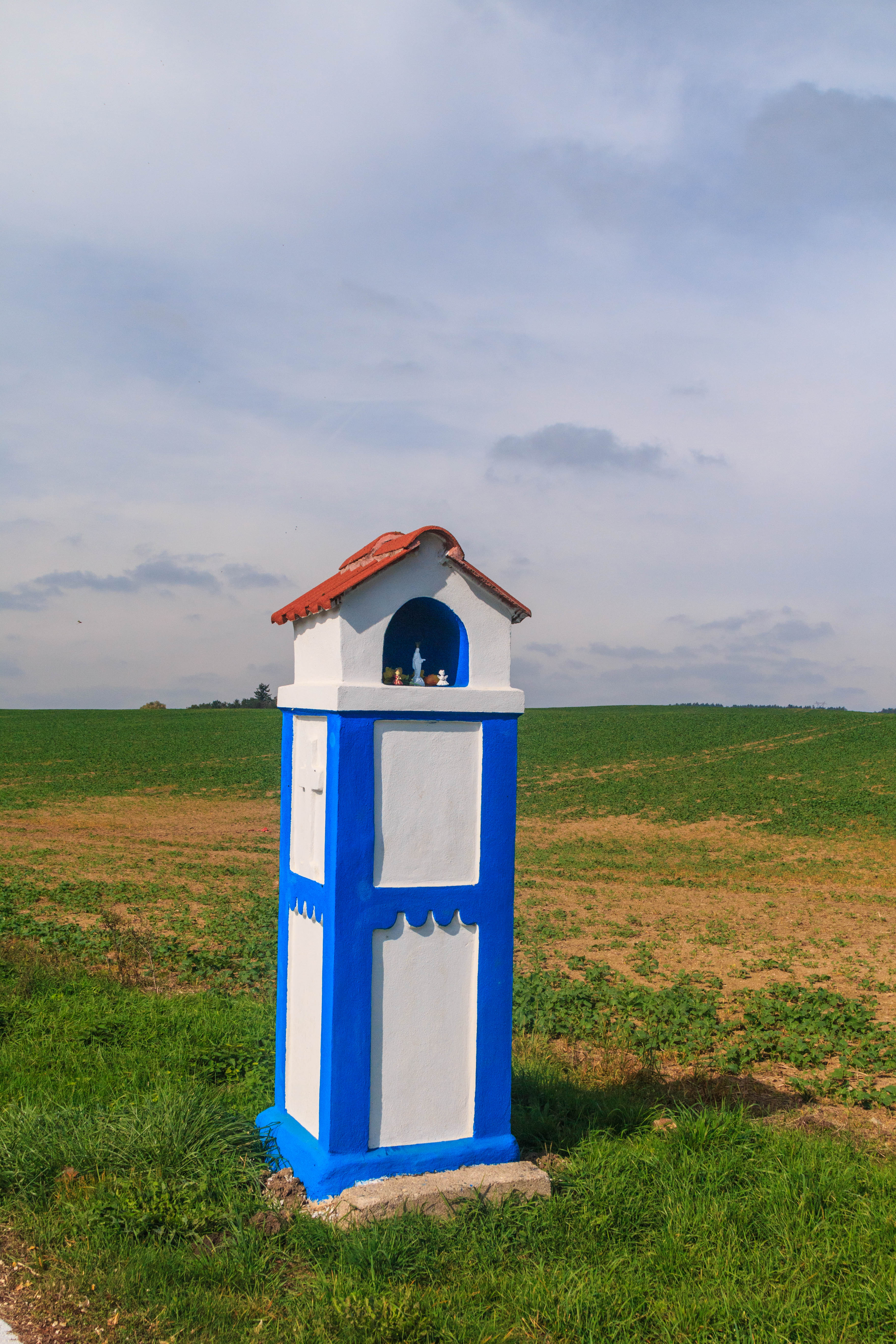
Podolí u Radomyšle - boží muka
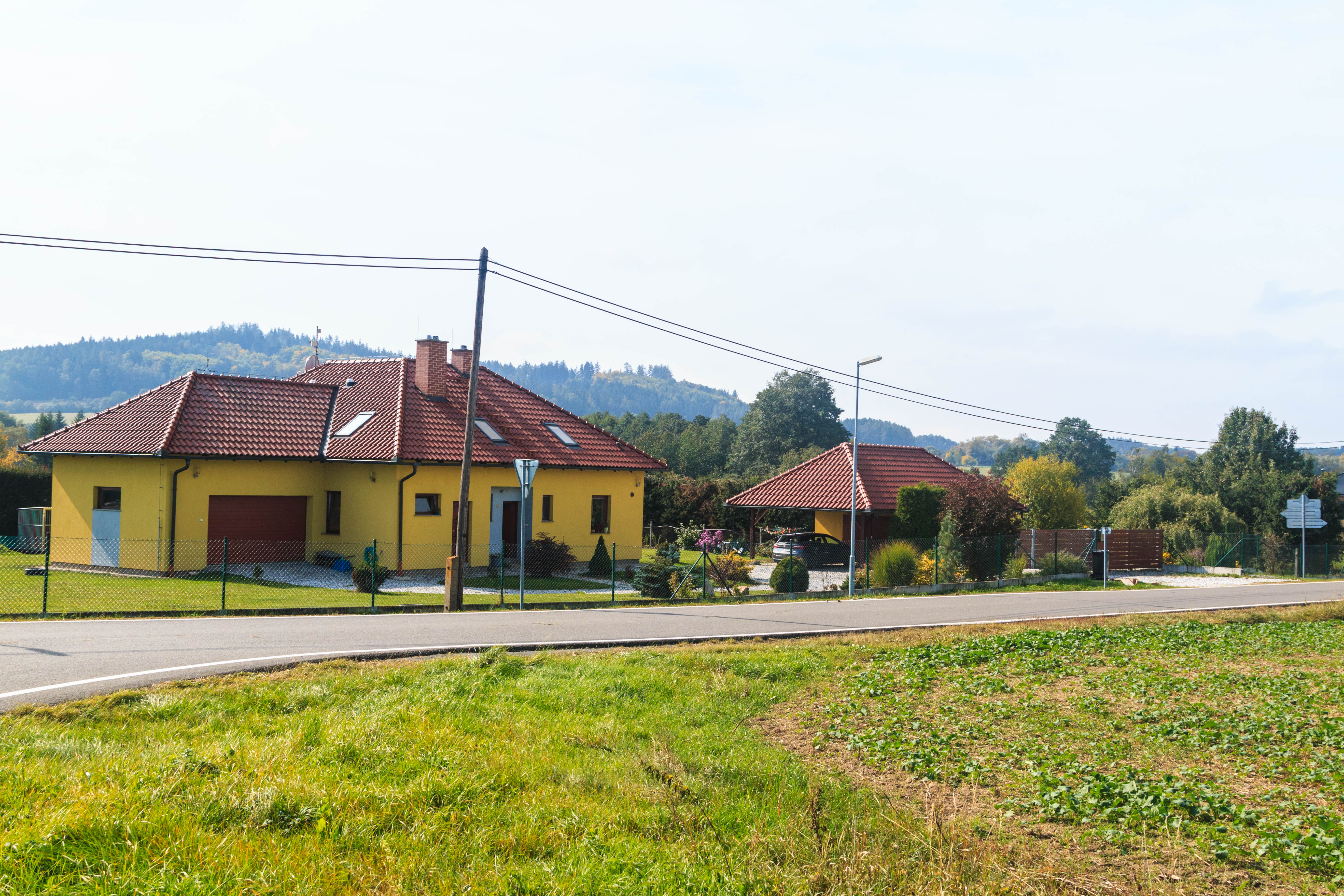
Podolí u Radomyšle - čp. 28.jpg
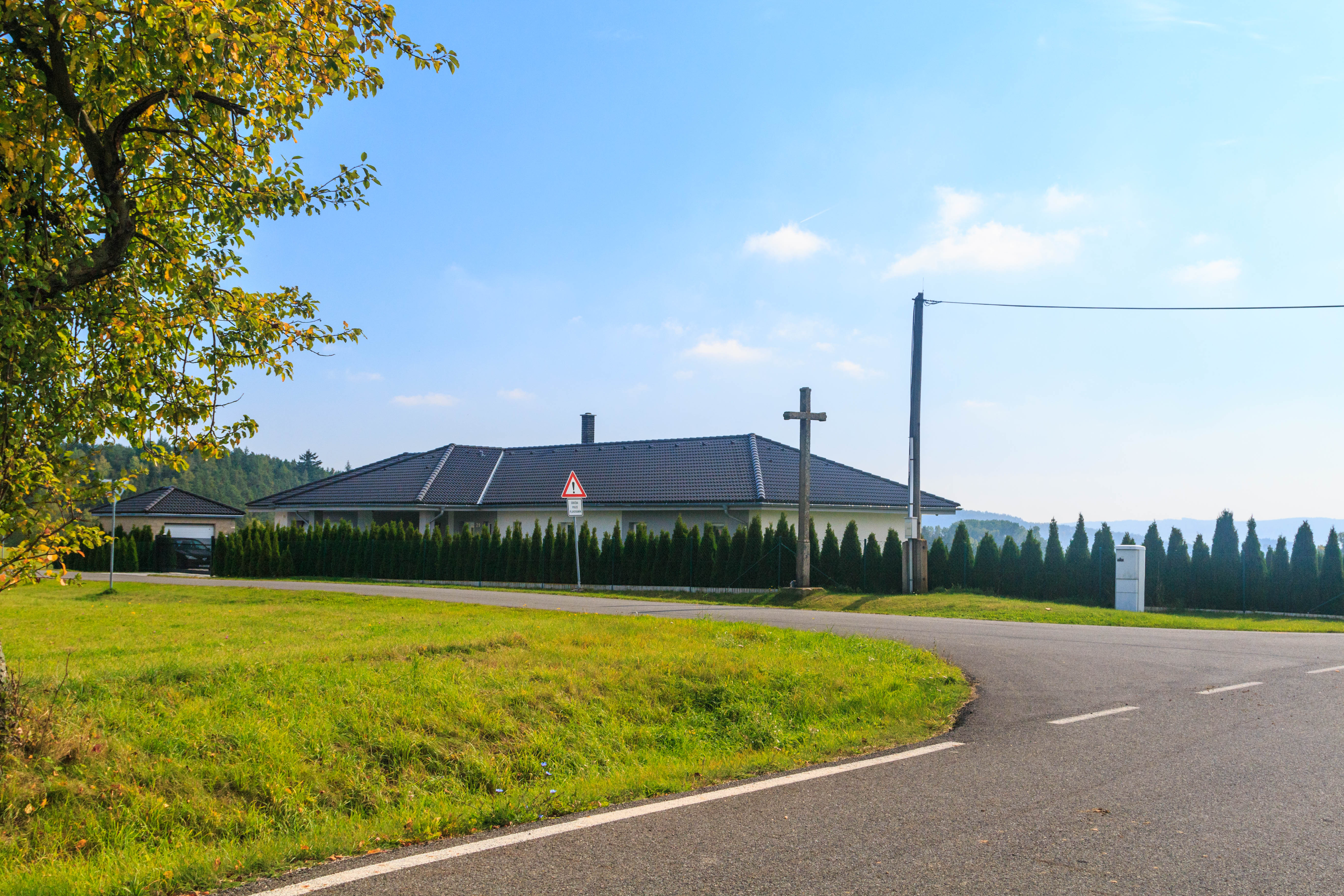
Podolí u Radomyšle - čp. 29.jpg